# SkyShowtime
 (транскр.  Скај Шоутајм) је претплатничка услуга видеа на захтев којом управљају Comcast и Paramount Skydance. Покренут 20. септембра 2022. као европски пандан стриминг-платформи Peacock и Paramount+. Назив носи по брендовима Sky и Showtime. Првенствено приказује садржај студија Universal Pictures и Paramount Pictures, као и трећих страна, укључујући оригиналне телевизијске серије и филмове.

## Покретање
| Датум покретања     | Држава/територија   |
| ------------------- | ------------------- |
| 20. септембар 2022. | Данска              |
| 20. септембар 2022. | Норвешка            |
| 20. септембар 2022. | Финска              |
| 20. септембар 2022. | Шведска             |
| 25. октобар 2022.   | Португалија         |
| 25. октобар 2022.   | Холандија           |
| 14. децембар 2022.  | Босна и Херцеговина |
| 14. децембар 2022.  | Бугарска            |
| 14. децембар 2022.  | Словенија           |
| 14. децембар 2022.  | Србија              |
| 14. децембар 2022.  | Хрватска            |
| 14. децембар 2022.  | Црна Гора           |
| 14. фебруар 2023.   | Албанија            |
| 14. фебруар 2023.   | Мађарска            |
| 14. фебруар 2023.   | Пољска              |
| 14. фебруар 2023.   | Румунија            |
| 14. фебруар 2023.   | Северна Македонија  |
| 14. фебруар 2023.   | Словачка            |
| 14. фебруар 2023.   | Чешка               |
| 28. фебруар 2023.   | Андора              |
| 28. фебруар 2023.   | Шпанија             |